# Bulbophyllum bifarium
Bulbophyllum bifarium (лат.) — многолетнее эпифитное (реже литофитное) растение, вид рода Бульбофиллюм (Bulbophyllum) семейства Орхидные (Orchidaceae). Эндемик Камеруна.

## Ботаническое описание
Bulbophyllum bifarium — эпифитная либо реже литофитная орхидея с ползучими корневищами, формирующими две псевдобульбы. При цветении образует от 6 до 30 удлинённых кистевидных соцветий с множеством цветков. Рахис слегка утолщённый выраженно четырёхсторонний с двумя вогнутыми сторонами, из которых отходят цветки. Губа подвижная неделимая с голыми толстыми и твёрдыми краями. Пыльник абаксиальный (обращённый к основанию), имеет конический выступ выше переднего края.

## Таксономия
Вид B. bifarium был описан британским ботаником Джозефом Долтоном Гукером в 1864 году.

## Распространение и местообитание
Bulbophyllum bifarium — эндемик Камеруна. Встречается в субтропических или тропических влажных низинных лесах и субтропических или тропических влажных горных лесах на высоте от 800 до 1800 м над уровнем моря. Ареал вида занимает территорию площадью более 2 000 км². Места, где были собраны образцы растения, включают: вдоль дороги Дуала — Бимбия; Мфонгу возле Багангу; Бана-Батеха возле Фибе; горный массив Нкоком в окрестностях Ндома; Ньясосо на горе Купе; Кодмин в горах Бакосси; гору Камерун.

## Охранный статус
Из-за угрозы потери среды обитания Bulbophyllum bifarium классифицируется как «уязвимый вид» в Красном списке угрожаемых видов МСОП.
Вполне вероятно, что B. bifarium уже вымер во многих низкогорных районах в пределах своего традиционного ареала из-за расширения мелких фермерских хозяйств и плантаций, которые расчищают леса, где обитает этот вид. Возвышенные места, таких как Кодмин в горах Бакосси, могут обеспечивать некоторую защиту из-за их труднодотупности, что поддерживает популяции вида.